# روبرت هاو
روبرت هاو (بالإنجليزية: Robert Howe)‏ (3 أغسطس 1903 في المملكة المتحدة - 20 يونيو 1979) هو مدرب كرة قدم ولاعب كرة قدم بريطاني (وحمل سابقاً جنسية المملكة المتحدة لبريطانيا العظمى وأيرلندا) في مركز جناح ‏. شارك مع منتخب اسكتلندا لكرة القدم. أما مع النوادي، فقد لعب مع دندي يونايتد وسانت جونستون وكوين أوف ساوث وهارت أوف ميدلوثيان وهاميلتون أكاديميكال ونادي لانارك الثالث.

## وصلات خارجية
- روبرت هاو على موقع قاعدة بيانات كرة القدم.إي يو (الإنجليزية)